# 펄 오스랜드
펄 오스랜드 노르웨이의 유명한 이론 물리학자이며 베르겐대학교 교수이다.

## 생애
펄 오스랜드는 1968년 노르웨이 과학기술대학교에서 석사학위를 수여받았고 1975년 박사학위를 수여받았다. 그리고 1987년 베르겐 대학교의 교수가 되었다.

## 저서
그는 로이 J. 글라우버의 공동저자로 Asymptotic Diffraction Theory and Nuclear Scattering라는 저서를 내었다.

## 활동
펄 오스랜드는 1989년 Royal Norwegian Society of Sciences and Letters의 회원으로 선출되었다. 그리고 2010년부터 2013년까지 노르웨이 물리학회 회장을 역임하였다.